# Giuseppe Cocconi
Giuseppe Cocconi (1914-2008) est un physicien italien. Il a été directeur du Proton Synchrotron de l'Organisation européenne pour la recherche nucléaire à Genève. Il est connu pour ses travaux en physique des particules ainsi que pour le projet SETI.

## Biographie
Cocconi naît à Côme, en Italie, en 1914. Il étudie la physique à l'université de Milan, puis à l'université de Rome « La Sapienza » en février 1938 à la suite de l'invitation d'Edoardo Amaldi. Il y rencontre des physiciens tels Enrico Fermi et Gilberto Bernardini. Avec Fermi, il construit une chambre à brouillard pour étudier la désintégration des mésons.
En 1942, Cocconi est nommé professeur à l'université de Catane, mais est engagé par l'armée italienne pour effectuer des recherches sur une technologie infrarouge. Il y travaille jusqu'à la fin de la Seconde Guerre mondiale.
Il enseigne à Catane jusqu'en 1947, puis est invité par Hans Bethe à se rendre à l'université Cornell.
En 1955, il obtient une bourse Guggenheim.